# Silvio Sganzini
Silvio Sganzini (Faido, 25 dicembre 1898 – Lugano, 30 ottobre 1972) è stato un linguista, insegnante e lessicografo svizzero.

## Biografia
Figlio di Giovanni Giuseppe e di Caterina Clementina Sganzini, era originario di Vira, che adesso si trova nel comune ticinese di Gambarogno.
Frequentò il corso di laurea in Lettere presso le Università la Sapienza di Roma e di Firenze. In quest'ultimo ateneo si laureò, nel 1922, con una tesi sulla fonetica dei dialetti leventinesi. In seguito venne assunto nella commissione di redazione del Vocabolario dei dialetti della Svizzera italiana. Dopo la morte dell'allora direttore Clemente Merlo, nella seconda metà degli anni 30, ne divenne lui stesso il direttore. In quell'occasione il materiale raccolto venne spostato da Pisa, dove Merlo ricopriva la cattedra di dialettologia, a Lugano. Inoltre Sganzini fu insegnante d'italiano e storia in diversi istituti scolastici del Canton Ticino e nel 1943 fu nominato direttore del Liceo Cantonale di Lugano, ruolo che mantenne fino al 1963.
Tra i suoi scritti si ricordano contributi alla dialettologia, alla lessicografia e alla storia della Svizzera italiana e della Lombardia.
Negli anni 30 si spostò insieme con la sua famiglia in Italia, a Pisa, per poi fare ritorno a Lugano, dove morì nel 1972.

## Vita privata
Nel 1927 sposò la conterranea Aurora Pedrini, da cui ebbe la figlia Clementina, che fu la prima donna magistrato in Ticino. 